# Wilbur Smith
Wilbur Addison Smith, född 9 januari 1933 i Kabwe i Nordrhodesia (nuvarande Zambia), död 13 november 2021 i Kapstaden, Sydafrika, var en zambisk engelskspråkig författare. Sedan 1964 var han författare på heltid.
Han skrev ett flertal äventyrsromaner där majoriteten av handlingarna utspelar sig i Afrika. Hans förmåga att blanda fakta med fiktion i sina romaner är ett välkänt signum, samt hans mycket stora intresse för Afrikas natur, politik och ursprungliga befolkning.

### Sviten om Courtneys
- Härskare från haven
- Monsun
- Blå horisont
- Solens triumf
- När lejonet äter
- Elfenbenslasten
- Tillbaka till Afrika

### Sviten om Courtneys i Afrika
- Brinnande kust
- Svärdets makt
- Vredens land
- Tid att dö
- Gyllene räven
- Assegai

### Sviten om Ballantyne
- Safari
- Erövrarna
- När änglar gråter
- Leoparden jagar i mörkret
- Solens triumf

### Sviten om Egypten
- Flodguden
- Den sjunde handskriften
- Nefer – Faraos son
- Det inre ögat

### Fristående böcker
- Diamantjägarna
- Solfågeln
- Örnens väg
- Katastrofen (del 1 och 2)
- De sista äventyrarna filmad med Roger Moore och Lee Marvin
- Guld (filmatiserad 1974 med Roger Moore i huvudrollen)
- Tigerns öga
- Kapningen
- Elefantens sång
- Solens triumf

### Samtliga titlar med utgivningsår
| År | Originaltitel | Svensk titel | Ingår i serie                                                                                          |
| --- | --- | --- | --- |
| 1964 1965 1966 1968 1970 1971 1972 1974 1975 1976 1977 1978 1979 1980 1981 1982 1984 1985 1986 1987 1989 1990 1991 1993 1995 1997 1999 2001 2003 2005 2007 2009 | When the Lion Feeds The Dark of the Sun The Sound of Thunder Shout at the Devil Gold Mine The Diamond Hunters The Sunbird Eagle in the Sky The Eye of the Tiger Cry Wolf A Sparrow Falls Hungry as the Sea Wild Justice A Falcon Flies Men of Men The Angels Weep The Leopard Hunts in Darkness The Burning Shore Power of the Sword Rage A Time to Die Golden Fox Elephant Song River God The Seventh Scroll Birds of Prey Monsoon Warlock Blue Horizon The Triumph of the Sun The Quest Assegai | När Lejonet äter titel saknas Elfenbenslasten De sista äventyrarna Guld Diamantjägarna Solfågeln Örnens väg Tigerns Öga titel saknas Tillbaka till Afrika Katastrofen (I & II) Kapningen Safari Erövrarna När änglar gråter Leoparden jagar i mörkret Brinnande kust Svärdets makt Vredens land Tid att dö Gyllene räven Elefantens sång Flodguden Den sjunde handskriften Härskare från haven Monsun Nefer - Faraos son Blå horisont Solens triumf Det inre ögat Ej översatt | Courtneys - Courtneys - Courtneys - Ballantyne Courtneys - Egypten Courtneys Egypten Courtneys Egypten |